# Тайна третьей планеты
«Та́йна тре́тьей плане́ты» — советский полнометражный научно-фантастический мультфильм Романа Качанова, экранизация повести Кира Булычёва «Путешествие Алисы» (другие варианты названия — «Алиса и три капитана» и «Девочка с Земли») из цикла «Приключения Алисы».
Неоднократно включался в различные списки лучших мультипликационных и фантастических фильмов. Роман Качанов, Кир Булычёв и Наталья Орлова получили за его создание Государственную премию СССР (1982).

## Сюжет

Кадр из экранизации, изображающий Профессора и Громозеку

Действие мультфильма происходит в 2181 году. Экспедиция с Земли в составе капитана Зелёного, профессора Селезнёва и его дочери Алисы отправляется на корабле «Пегас» на поиски новых видов животных для Московского космического зоопарка. В лунном ресторане они встречают археолога Громозеку, который советует им посетить планету Двух Капитанов, так как знаменитые капитаны-путешественники Ким и Буран во время своих экспедиций встречали множество уникальных зверей. Герои обращаются за помощью к доктору Верховцеву, директору музея Двух Капитанов. Но доктор ведёт себя подозрительно: не показывает им дневники капитанов и начинает следить за ними.
На планете Блук герои делают ценные покупки, в числе которых Говорун — птица, принадлежавшая пропавшему капитану Киму. Как выяснится позднее, всех остальных говорунов истребили космические пираты, в частности Весельчак У. Двое роботов (подчинённые пиратов) пытаются отобрать говоруна у Алисы и Селезнёва, но тем с помощью пришедшего на выручку штурмана Басова (это новый оригинальный персонаж) удаётся отбиться и дать роботам отпор. Весельчак У приходит к героям и дарит им алмазную черепашку, при этом он представляется своим настоящим именем.
Говорун сообщает важную информацию: капитан Ким находится в беде. Выслушав речь Говоруна, экипаж «Пегаса» берёт курс на систему Медузы, где должен находиться пропавший капитан. По дороге герои спасают роботов планеты Шелезяка от подсыпанной им в смазку алмазной пыли (её им подсыпали пираты за нежелание отдать Говоруна).
На третьей планете системы Медузы Алиса находит цветы-зеркала, запоминающие и отображающие всё, что перед ними происходило. С помощью них герои обнаруживают, что на планете были Верховцев и Весельчак У. Алмазная черепашка уничтожает зеркала и пытается бежать, но ей это не удаётся. Герои обнаруживают, что на самом деле это робот-шпион, и понимают, что пираты подслушивали их разговоры.
При попытке перелететь в безопасное место «Пегас» проваливается в ловушку. Селезнёв и Зелёный находят там корабль капитана Кима, но попадают в плен к пиратам. Сбив Весельчака У с ног, Алиса спасает Говоруна и спасается сама с помощью шапки-невидимки.
В этот момент на планету приземляется капитан Буран, и Алиса просит его о помощи, но пугается вида Верховцева за спиной капитана. Тем временем Весельчак У, угрожая убийством пленников, требует у капитана Кима, запершегося в своём корабле, формулу абсолютного топлива. Капитан выходит из корабля и сразу же вступает в бой с Весельчаком У и Лже-Верховцевым. Схватив Весельчака У за шиворот и кинув его в Верховцева, он отстреливается, уничтожая бластер Весельчака У, а затем и бластеры роботов.
Вмешательство Бурана и «второго» Верховцева спасает путешественников. Настоящий Верховцев разоблачает своего двойника — пирата Глота, который всё это время выдавал себя за директора. Глот имитирует самоотравление какой-то красной таблеткой, но Весельчак У раскрывает этот приём, и пирата сажают в клетку. Ким и Буран снова встречаются, а Верховцев объясняется перед Селезнёвым и Алисой — кто-то пытался выкрасть дневники из музея, и заподозривший героев Верховцев спровадил их как можно скорее и полетел к Бурану.
Капитаны, Селезнёв, Зелёный, Алиса и Верховцев встречают Громозеку, который переживал за своих друзей. Весельчак У, скрываясь из-под ареста, становится добычей хищной птицы Крок, которая унесла его вдаль (и о дальнейшей его судьбе ничего не известно). Капитаны, герои, Громозека и Верховцев спокойно возвращаются домой.

## Производство
Дизайны и персонажей, и планет были разработаны художником-постановщиком Натальей Орловой, для которой мультфильм стал первой работой в жанре фантастики. Изначально она хотела отказаться от этой работы — как из-за отсутствия опыта, так и из-за того, что она перед этим закончила работу над мультфильмом «Мышонок Пик», и хотела уйти в отпуск, чтобы посвятить себя семье, но примерно в то же время она переезжала в новую квартиру в доме № 12 в Большом Тишинском переулке и обнаружила, что Кир Булычёв живёт в том же доме. Когда он узнал, что ей предолжили работу над мультфильмом, он уговорил её согласиться. Её дочь, актриса Екатерина Семёнова, рассказывала, что Алиса в мультфильме была нарисована с неё самой, а прообразом капитана Зелёного послужил её отец, режиссёр Тенгиз Семёнов. Сама Орлова спустя годы опровергла это, но заявила, что держала в голове образы мужа и дочери, когда придумывала облики Алисы и Зелёного (она также признала, что все, кто видел ранние наброски Алисы, сразу говорили, что она похожа на Екатерину). Внешний облик Громозеки был придуман на основе консервной банки с кукурузой.
Изначально Роман Качанов хотел сделать мультфильм в технике ротоскопии, но вскоре от этого замысла отказались, решив сделать мультфильм в традиционной анимации.
Производство картины длилось четыре года. Первоначально были записаны голоса актёров, после чего мультипликаторы, используя фонограмму, разработали жесты и движения персонажей.

## Съёмочная группа
- Автор сценария: Кир Булычёв
- Режиссёр: Роман Качанов
- Художник-постановщик: Наталья Орлова
- Операторы: Теодор Бунимович, Светлана Кощеева
- Композитор: Александр Зацепин
- Звукооператор: Борис Фильчиков
- Монтажёры: Ольга Василенко, Надежда Трещёва
- Редактор: Наталья Абрамова
- Ассистенты режиссёра: Татьяна Лытко, Ольга Исакова
- Ассистенты оператора: Людмила Крутовская, Нина Саратова
- Художники-мультипликаторы:
  - Антонина Алёшина
  - Владимир Арбеков
  - Юрий Батанин
  - Марина Восканьянц
  - Владимир Зарубин
  - Виолетта Колесникова
  - Иосиф Куроян
  - Рената Миренкова
  - Ольга Орлова
  - Александр Панов
  - Марина Рогова
  - Владимир Шевченко
- Художники:
  - Алла Горева
  - Дмитрий Куликов
  - Игорь Олейников
  - Ирина Литовская
  - Ирина Светлица
  - Виктор Чугуевский
  - В. Максимович
  - Гелий Аркадьев
  - Геннадий Морозов
- Директор картины: Нинель Липницкая

## Роли озвучивали
- Ольга Громова
- Всеволод Ларионов — профессор Селезнёв
- Юрий Волынцев — капитан Зелёный
- Василий Ливанов — Громозека
- Григорий Шпигель — Весельчак У
- Пётр Вишняков
- Владимир Дружников
- Владимир Кенигсон — птица Говорун[7]
- Юрий Андреев
- Екатерина Краснобаева
- Рина Зелёная — бабушка Коли[7] (в титрах не указана)

## Музыка
По утверждению Малика Аминова (руководителя ВИА «Дикие гитары»), «оригинальный саундтрек фильма был утерян». В 2021 году Зацепин (при содействии Малика Аминова) начал работу над изданием новой версии саундтрека. Перезапись осуществлялась в студии «Мосфильма» по оригинальной партитуре 1979 года при участии ВИА «Дикие гитары». В альбом также вошли два номера, которые были написаны для мультфильма, но не звучали в нём — «Полёт старухи» и «Разоблачение Глота», — а также два варианта темы «Птица Крок», второй вариант которой не был использован в мультфильме. Саундтрек был издан в различных форматах в мае 2022 года.

## Призы и премии
- 1982 — Государственная премия СССР. Эта премия была присуждена за создание фильма «Через тернии к звёздам» и мультфильма «Тайна третьей планеты» следующим людям: Р. Н. Викторову (режиссёр), А. Н. Рыбину (оператор), К. И. Загорскому (художник), Р. А. Качанову (режиссёр мультипликации), Н. В. Орловой (художник мультипликации), Киру Булычёву (автор сценария)[11].
- Журнал «Мир фантастики» дважды включил «Тайну третьей планеты» в число лучших фантастических фильмов всех времён: в 2008[12] и в 2019 году[13], назвав фильм «один из главных фантастических фильмов, снятых в нашей стране», а Алису Селезнёву — «иконой для отечественных любителей фантастики» и «символом советской фантастики и показанного в ней светлого завтра».
- «Тайна третьей планеты» вошла в «Золотую сотню» лучших российских и советских мультфильмов за 100 лет, объявленную в 2012 году на церемонии открытия XVII Открытого фестиваля анимационного кино в Суздале[14].

## Прокат за рубежом
Первый дубляж мультфильма на английском был выполнен в США только в 1987 году под названием Mystery of the Third Planet, однако расхождения с оригиналом в переводе были настолько резкими (к примеру Алиса сменила имя на Кристин, а бабушка Коли стала мамой Зелёного), что он не имел особого успеха. Появился голос рассказчика, который дополнительно объяснял происходящее на экране, а оригинальные титры полностью вырезаны и заменены. В настоящее он доступен по частям на YouTube в специально собранном плейлисте.
Повторно мультфильм был дублирован и обрёл некоторую известность, выйдя в 1997 году как Alice and the Mystery of the Third Planet. Дубляж был выпущен компанией Films by Jove. Перевод гораздо ближе к оригиналу, хотя также добавлено большое число дополнительных реплик. Кроме того, в этой версии полностью заменён саундтрек и видеоряд подвергся сокращениям — из мультфильма было вырезано, в общей сложности, около шести минут. В этой версии Алису озвучила актриса Кирстен Данст, а птица Говорун заговорила с характерными интонациями Джеймса Белуши.

## Влияние на культуру

### Кино
- В 2009 году снят мультфильм «День рождения Алисы», неофициальное продолжение «Тайны третьей планеты»[21][22]. Мультипликаторы «Дня рождения Алисы» ориентировались на образы героев из старого мультфильма. В озвучке мультфильма приняла участие Наталия Гусева-Мурашкевич, игравшая Алису в телефильме «Гостья из будущего».
- В фильме «Сто лет тому вперёд» (2024) злодея-напарника Весельчака У зовут Глот, как в мультфильме «Тайна третьей планеты», а не Крыс, как в книгах. Его роль исполняет Юрий Борисов[23].

### Музыка
- Тексты песен в альбоме синтипоп-группы Lesnikov-16 «Ангелы космоса» основаны на сюжетах «Тайны третьей планеты» и фантастических фильмах Ричарда Викторова. В записи (конкретно в песнях «Интро — Космос» и «Система Медузы»), использованы семплы из мультфильма.[24][25]
- В честь двух капитанов из мультфильма получила название петербургская группа Kim and Buran, исполняющая электронную музыку в жанре Sci-Fi/Спейс-эйдж-поп[26].

### Игры
- В 2005 году фирмой «Акелла» по мультфильму была создана платформенная аркада — «Тайна Третьей планеты».
- В этом же году вышел квест, изданный также «Акеллой», а разработанный Step Creative Group — Тайна третьей планеты: Алиса и лиловый шар.

### Прочее
- В 2013 году в Нижнем Новгороде был установлен шестиметровый памятник Громозеке из металла, авторы памятника — санкт-петербургские художники, скульпторы и кузнецы Сергей Мельников, братья Андрей и Виктор Куликовы и Артем Маршак[27][28].
- В 2014 году в Вологде была открыта скульптура Птицы-говорун, которую выполнил из железа и подарил городу на день рождения вологодский кузнец Артем Маршак[29].
- Персонажи фильма выпускались в виде игрушек (в частности, склисс, в том числе летающий)[30] и в серии Киндер-сюрприз[31].